# Premierzy Gambii
Premierzy Gambii – jedyną osobą pełniącą urząd premiera Gambii był Dawda Kairaba Jawara, pełniący swój urząd w latach 1962–1970. W dniu 24 kwietnia 1970 roku została zniesiona monarchia i Gambia została republiką. Od tego czasu głową państwa jest prezydent, będący jednocześnie szefem rządu. Tym sam stanowisko premiera zostało zniesione.

## Lista premierów Gambii
- Dawda Kairaba Jawara (12 czerwca 1962 – 24 kwietnia 1970)